# Pfarrkirche Dobritsch

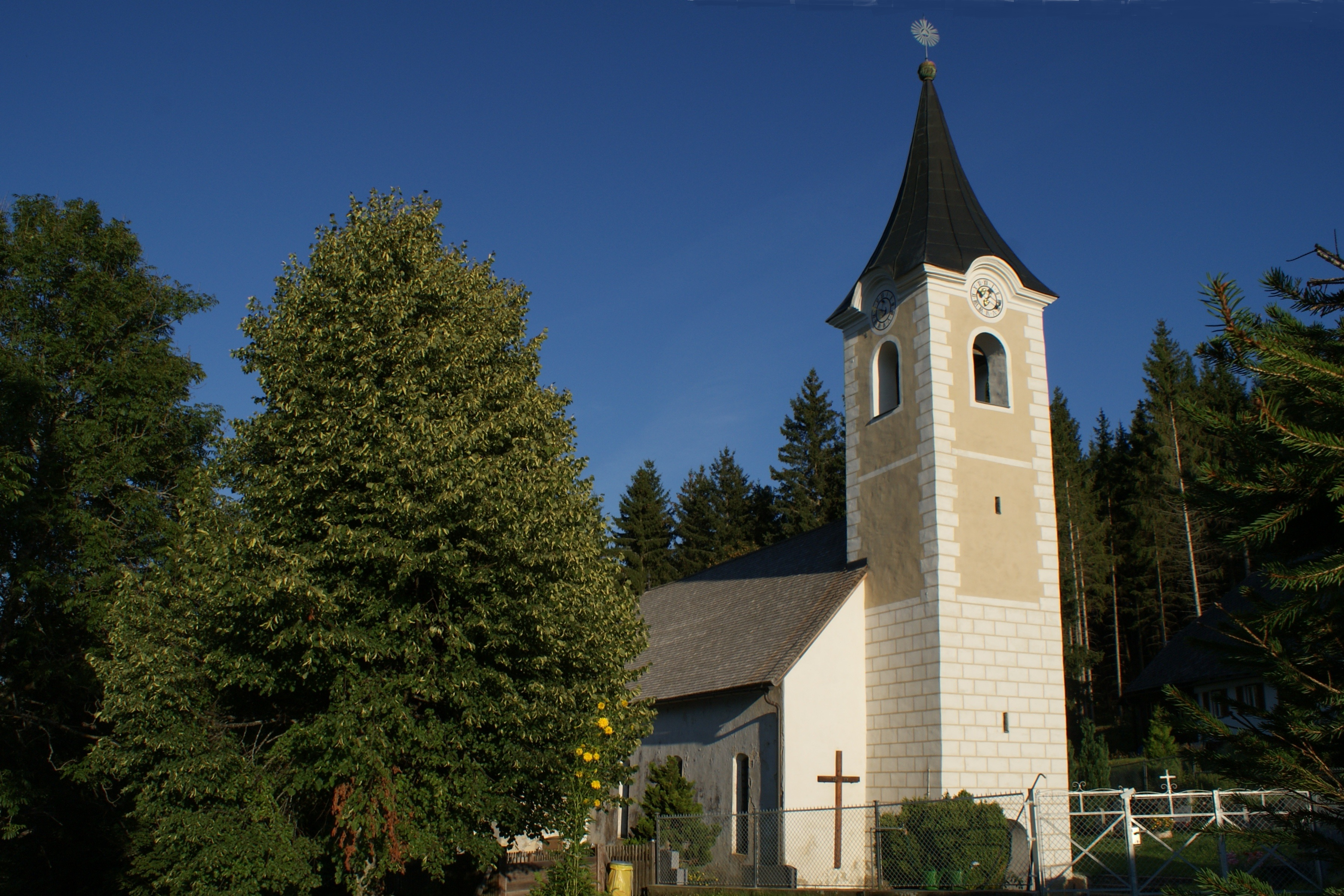
Kath. Pfarrkirche hl. Martin in Dobritsch, Marktgemeinde Guttaring in Kärnten

Die römisch-katholische Pfarrkirche Dobritsch steht im Ort Dobritsch in der Marktgemeinde Guttaring im Bezirk Sankt Veit an der Glan in Kärnten. Die Pfarrkirche hl. Martin gehört zum Dekanat Friesach in der Diözese Gurk-Klagenfurt. Die Kirche steht unter Denkmalschutz.

## Geschichte
Urkundlich wurde 1394 eine Kirche genannt. Der gotische Chor aus 1522 ist erhalten. Das Langhaus wurde um 1780 barock verändert. 1999 war eine Außenrestaurierung.

## Architektur
Der gotische Kirchenbau mit einem barock veränderten Langhaus trägt ein Steinplattldach. Der barocke Westturm hat im Erdgeschoß eine offene Vorhalle und trägt einen kurzen Spitzhelm. Das rundbogige Westportal zeigt in der Laibung einen spätgotischen Reliefkopf und Pinienzapfen. Die Portaltüre hat alte Beschläge.
Das Langhaus hat eine Flachdecke, welche 1965 restauriert wurde. Die barocken Fensteröffnungen entstanden um 1780. Der gotische Triumphbogen ist spitzbogig. Der einjochige Chor mit einem Fünfachtelschluss ist mit einem spätgotischen Netzrippengewölbe auf Konsolen überwölbt. An der Südwand des Chores ist die Jahresangabe 1522. Die Chorfenster haben Maßwerksnasen. Der Chor hat eine Sakramentsnische mit einem Rosettengitter.

## Ausstattung
Die drei Altäre mit einer Polychromierung stammen aus der Mitte des 17. Jahrhunderts.